# L'Escalier d'Auvers
L'Escalier d'Auvers est un tableau réalisé par le peintre néerlandais Vincent van Gogh en juillet 1890 à Auvers-sur-Oise, en France. Cette huile sur toile est un paysage centré sur un escalier public de cette localité de la région parisienne, sa composition étant animée par un homme qui en descend la quinzaine de marches,  mais surtout par deux paires de femmes qui au premier plan s'éloignent du spectateur en longeant un mur de clôture. L'œuvre est conservée au musée d'Art de Saint-Louis, à Saint-Louis, dans le Missouri, aux États-Unis.

## Galerie

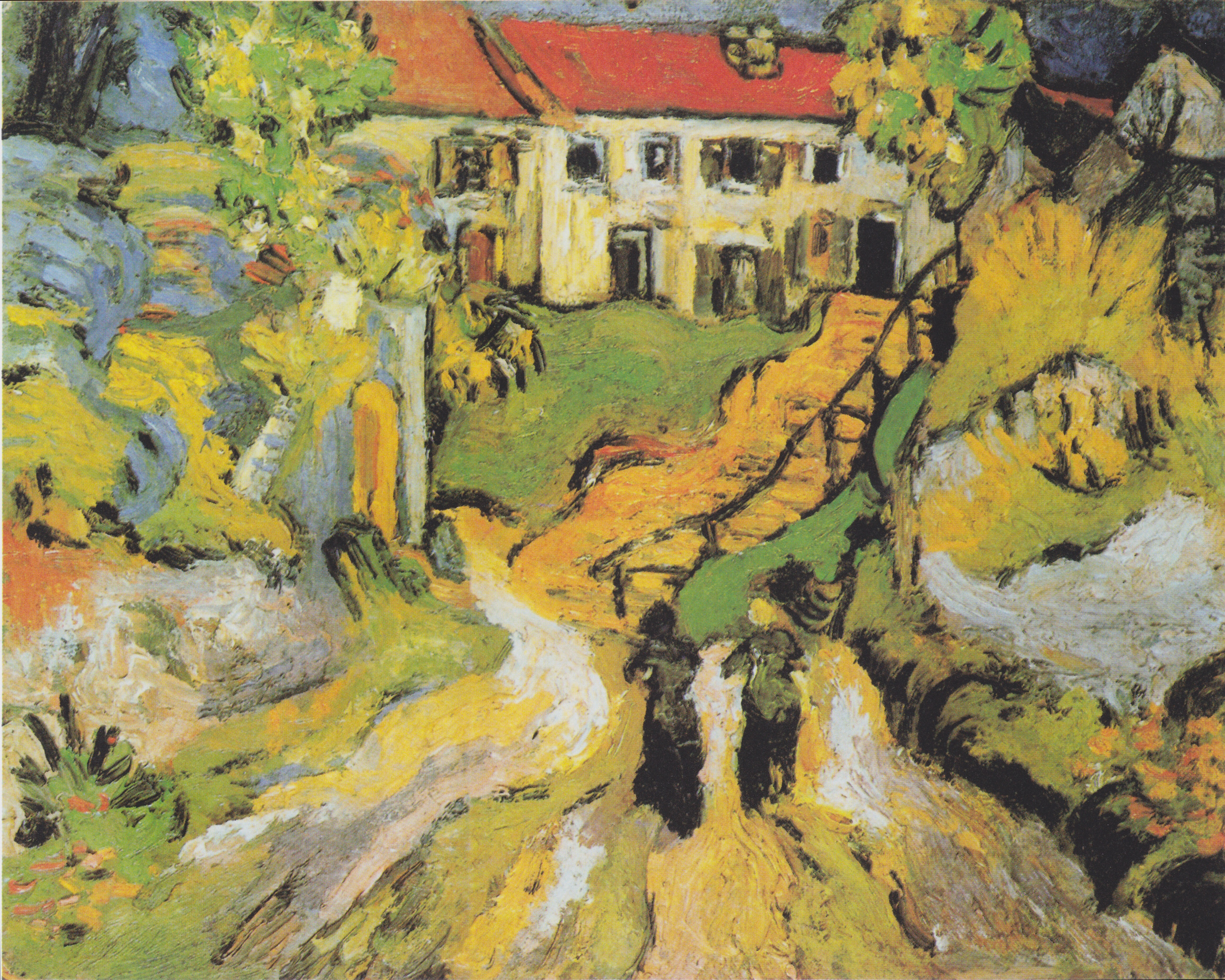
Variante avec moins de figures, dans une collection privée.